# 金色BITTER
『金色BITTER』（きんいろビター）は、日本の音楽ユニット・ウカスカジーの配信限定ミニアルバム。2019年8月19日にトイズファクトリーより発売された。

## 背景・音楽性
制作は2年以上前から、Mr.ChildrenやGAKU-MCソロとしての活動の合間を縫って行なわれた。本作では全曲SUNNYが編曲を担当している。
これまでウカスカジーが発表してきた明るく元気な楽曲とは異なる、落ち着いた楽曲が多く収録されている。本作について、GAKUは「ウカスカジーは、ふたりともサッカーが好きなので、日本代表の応援歌を作ったりとか、背中を押すような応援曲というのが今まで多かったんです。今回もそうなるのかなという思いで作業を始めたんですけど、意外と『光があるのは影があるおかげ』『ポジティブなのはネガティブがあるおかげ』という、そういう影の部分にもどんどんフォーカスしていくようになりました」と語っている。
アルバムタイトルについても、GAKUが「甘いんですけど、ほろ苦さもちゃんとある、チョコレートみたいなタイトルになりました」と発言しているように、本作の方向性を表したものになっている。
2021年12月1日に発売されたオリジナルアルバム『どんなことでも起こりうる』に本作の楽曲が全曲収録された。

## リリース・プロモーション
前作『Tシャツと私たち』以来およそ3年ぶりに発売されたアルバムで、ウカスカジーのアルバムとしては初となる配信限定でのリリースとなった。また、本作の発売と同時に過去の2枚のアルバムのダウンロード配信・ストリーミング配信も解禁されている。

## アートワーク
本作のアートディレクターは榮良太が担当。ジャケットには金色のアルミ箔に包まれたコインチョコレートが使用されている。また、本作がウカスカジー初となる週間チャート1位を獲得したことを記念して、本作のジャケットをモチーフにしたキーホルダーが販売された。

## ツアー
本作の発売日当日である8月19日から29日まで、5会場5公演に渡るホールツアー『ウカスカジー TOUR 2019 WE ARE NOT AFRAID!!』を開催。本作の収録曲が全曲披露された。また、本作発表と同時に、2019年9月29日に豊洲PITで同ツアーの追加公演が開催されることも発表された。
バンドアミーゴとして、SUNNY（キーボード・コーラス、バンドマスター）、設楽博臣（ギター）、藤谷一郎（ベース）、脇山広介（ドラム）が参加。計6人編成での演奏、パフォーマンスとなった。
追加公演となった2019年9月29日の豊洲PIT公演の模様は、映像作品『ウカスカジーの大冒険 〜TOUR "WE ARE NOT AFRAID!!"〜』に収録されているほか、2019年11月30日にBSスカパー! にて放送された。

## 収録曲
- 全作詞・作曲・プロデュース：ウカスカジー / 全編曲：SUNNY

1. We are not afraid [3:35]
ミュージック・ビデオが制作されており、2019年に開催されたライブツアー『ウカスカジー TOUR 2019 WE ARE NOT AFRAID!!』福岡サンパレスホテル&ホール公演で収録が行なわれた[16]。3テイク撮影が行なわれ、収録翌日にMIFAの公式YouTubeチャンネルで公開された。監督は稲垣哲朗 (KITE) が務めた[17]。
2. 敗戦の夜に [4:43]
2018年に開催されたホールツアー『ウカスカジー TOUR 2018 日本のアンセム』で初披露された。
Mr.Childrenの楽曲「天頂バス」の歌詞の一節が登場する。
3. 言葉 [5:10]
「niko and ...」CMソング[18][19]。
『ウカスカジー TOUR 2018 日本のアンセム』で初披露された。
4. Hi-Five [4:37]
『ウカスカジー TOUR 2018 日本のアンセム』で初披露された。
GAKU-MC曰く、「知らない人同士が気軽にハイタッチ出来るような、そんな幸せな空気が作れるような曲」を目指し制作された[20]。
5. 雪物語 [4:42]
2017年に開催されたライブツアー『ウカスカジー ツアー2017 ポジティ部 VS グッジョ部』Zepp Sapporo公演中の「20分で曲を作ってみよう」というコーナー[注 3]で生まれた楽曲が元になっている[9]。
6. 時代 [5:34]
本楽曲に込めた思いとして、桜井和寿は「ついつい、新しいものを否定して、古き良きものを懐かしんでしまいがちですが、きっと新しいものも良くなっている。否定するんじゃなくて、どんどん新しいものを受け入れて、明日を、未来を肯定していきたい」とコメントしている[21]。
ミュージック・ビデオが制作されており、MIFAの公式YouTubeチャンネルで公開されている[22]。監督はチェンコ塚越が務め、映像の中ではメンバー2人の幼少期の写真も使用されている。
7. また会う日まで [4:15]
ライブをイメージして制作された楽曲[13]。

## 参加ミュージシャン
- 桜井和寿：Vocal (#1 - #7), Chorus (#1 - #7)
- GAKU-MC：Rap (#1 - #7), Chorus (#1 - #7)
- SUNNY：Keyboards (#1 - #7), Programming (#1 - #7), Chorus (#2, #7)
- 設楽博臣：Electric Guitar (#2 - #7)
- 沼能友樹：Electric Guitar (#1), Acoustic Guitar (#2, #3, #6, #7)
- 藤谷一郎：Electric Bass (#2 - #7), Contrabass (#2, #6), Fretless Bass (#3)
- 山田 "Anthony" サトシ：Electric Bass (#1)
- 脇山広介：Drums (#2 - #7)
- 中畑大樹：Drums (#1)
- 川上鉄平：Trumpet (#3)
- 眉村ちあき：Chorus (#4)

## ライブ映像作品
| 曲名              | 作品名                                               |
| ----------------- | ---------------------------------------------------- |
| We are not afraid | ウカスカジーの大冒険 〜TOUR "WE ARE NOT AFRAID!!"〜  |
| We are not afraid | ウカスカジーの夢工場 〜TOUR “アディショナルタイム”〜 |
| 敗戦の夜に        | ウカスカジーの大冒険 〜TOUR "WE ARE NOT AFRAID!!"〜  |
| 言葉              | ウカスカジーの大冒険 〜TOUR "WE ARE NOT AFRAID!!"〜  |
| 言葉              | ウカスカジーの夢工場 〜TOUR “アディショナルタイム”〜 |
| Hi-Five           | ウカスカジーの大冒険 〜TOUR "WE ARE NOT AFRAID!!"〜  |
| 雪物語            | ウカスカジーの大冒険 〜TOUR "WE ARE NOT AFRAID!!"〜  |
| 雪物語            | ウカスカジーの夢工場 〜TOUR “アディショナルタイム”〜 |
| 時代              | ウカスカジーの大冒険 〜TOUR "WE ARE NOT AFRAID!!"〜  |
| 時代              | ウカスカジーの夢工場 〜TOUR “アディショナルタイム”〜 |
| また会う日まで    | ウカスカジーの大冒険 〜TOUR "WE ARE NOT AFRAID!!"〜  |